# Prikonodon
Prikonodon (Priconodon) - rodzaj dinozaura, prawdopodobnie z rodziny nodozaurów, znany ze swoich dużych zębów. Jego skamieniałości pochodzą z czasu pomiędzy aptem a albem (Kreda wczesna) i zostały odnalezione w Muirkirk, Maryland i hrabstwie Prince George’s (USA).